# Route nationale 22
Die Route nationale 22, kurz RN 22 oder N 22, ist eine französische Nationalstraße und verbindet den Ort L’Hospitalet-près-l’Andorre mit dem Zwergstaat Andorra. Es handelt sich dabei um die 1978 umbenannte N20B. Neben der aktuellen Strecke existierte bis 1973 eine Nationalstraße 22 mit anderem Verlauf.

## Aktueller Straßenverlauf
Die aktuelle Nationalstraße 22 verbindet auf etwa zwölf Kilometer den Ort L’Hospitalet-près-l’Andorre und die Nationalstraße 20 mit dem Zwergstaat Andorra. Sie entstand 1978 durch Umbenennung der Route nationale 20B, da bei der Reform 1972 bei allen Nationalstraßen die noch vom Staat weiterbetrieben wurden die hochgestellten Buchstaben wegfallen sollten.

## Historischer Straßenverlauf
Die historische Route nationale 22 wurde 1824 errichtet und führte von Mauzé-sur-le-Mignon zum Fähranleger zur Île de Ré bei La Rochelle. Diese Route geht auf die Route impériale 25 zurück. Ihre Länge betrug 47 Kilometer. 1978 wurde die komplette Strecke der Route nationale 22 von der Nationalstraße 11 übernommen.

## Streckenführung
| Position | höchste zulässige Gesamtgeschwindigkeit | Fahrbahnen | Typ | Abschnitt | Längengrad | Breitengrad |
| -------- | --------------------------------------- | ---------- | --- | --------- | ---------- | ----------- |
| 1        | 90                                      | 2          | N22 | 42.5489   | 1.7377     |             |
| 2        | 90                                      | 2          | N22 | 42.5481   | 1.7352     |             |

## Seitenäste

### N 22d
Die Route nationale 22D, kurz N 22D oder RN 22D, war ein Seitenast der Route nationale 22. Dieser existierte zwischen 1969 und 1973. Die Strecke wurde 1969 neu erbaut und diente als Nordumgehung von La Rochelle. 1973 wurde die Straße zur Route nationale 237 umgewidmet.